# 11 Lacertae
11 Lacertae, som är stjärnans Flamsteed-beteckning, är en ensam stjärna belägen i den mellersta delen av stjärnbilden Ödlan. Den har en skenbar magnitud på ca 4,46 och är svagt synlig för blotta ögat där ljusföroreningar ej förekommer. Baserat på parallaxmätning inom Hipparcosuppdraget på ca 9,8 mas, beräknas den befinna sig på ett avstånd på ca 333 ljusår (ca 102 parsek) från solen. Den rör sig närmare solen med en heliocentrisk radialhastighet av ca -11 km/s.

## Egenskaper
11 Lacertae är en orange till gul jättestjärna av spektralklass K2.5 III, som ingår i röda klumpen efter att ha passerat röda jättegrenen och nu genererar energi genom termonukleär fusion av helium i dess kärna. Den har en massa som är ca 1,4 solmassor, en radie som är ca 28 solradier och utsänder ca 204 gånger mera energi än solen från dess fotosfär vid en effektiv temperatur av ca 4 400 K.